# Copidosomopsis bohemica
Copidosomopsis bohemica är en stekelart som först beskrevs av Hoffer 1960.  Copidosomopsis bohemica ingår i släktet Copidosomopsis och familjen sköldlussteklar. Inga underarter finns listade i Catalogue of Life.